# Liste des châteaux et manoirs de l'Eure
Cet article recense de manière non exhaustive les châteaux (de défense ou d'agrément), maisons fortes, manoirs, mottes castrales, situés dans le département français de l'Eure.

## Liste
| Icône            | Signification    | Abréviations             | Abréviations                  | Abréviations             | Abréviations           |
| ---------------- | ---------------- | ------------------------ | ----------------------------- | ------------------------ | ---------------------- |
| Château fort     | Château fort     | = Bastide                | = Ferme fortifiée             | = Maison forte           | = (Néo-)Palladianisme  |
| Renaissance      | Renaissance      | = Château gascon         | = Folie (montpelliéraine)     | = Manoir, Gentilhommière | = Résidence épiscopale |
| Domaine viticole | Domaine viticole | = Classicisme, classique | = Forteresse, fort(ification) | = Maison (noble)         | = Style Beaux-Arts     |
| Palais           | Palais           | = Commanderie            | = Gothique (flamboyant)       | = Néo-baroque            | = Style Second Empire  |
| Ruine ou disparu | Ruine, disparu   | = Château pinardier      | = Hôtel particulier           | = Néo-classique          | = Style italianisant   |
|                  |                  | = Demeure seigneuriale   | ... = Style Louis XII...XVI   | = Néo-gothique           | = Style troubadour     |
|                  |                  | = Éclectisme             | = Logis (seigneurial)         | = Néo-Renaissance        | = Villa (de Nice)      |
| Baroque, rococo  | Baroque, rococo  | = Édifice religieux      | = Motte castrale/féodale      | = Pavillon de chasse     | = Styles du XXe siècle |

| Type                                                           | Château                                                                            | Commune                                         | Protection | Notes                                                                                       | Coordonnées                             | Illustration |
| -------------------------------------------------------------- | ---------------------------------------------------------------------------------- | ----------------------------------------------- | --- | ------------------------------------------------------------------------------------------- | --------------------------------------- | ------------ |
| Renaissance                                                    | Château d'Acquigny                                                                 | Acquigny                                        | Inscrit MH (1926, 1951, 1993) · Classé MH (1946) · Notice no PA00099290 · Notice no IA00019346 · Notice no IA27000549 · Jardin remarquable · Notice no JAR0000245 | XVIe et XIXe siècles, domaine privé                                                         | 49° 10′ 20″ N, 1° 11′ 15″ E             |              |
| Classicisme, classique                                         | Château d'Ailly                                                                    | Ailly                                           | Notice no IA00017660 | XVIIIe et XIXe siècles                                                                      | 49° 09′ 43″ N, 1° 14′ 37″ E             |              |
| Château fort · Ruine ou disparu                                | Château fort d'Alizay                                                              | Alizay                                          | Notice no IA00017935 | XIe siècle                                                                                  | 49° 19′ 48″ N, 1° 10′ 30″ E             |              |
| Classicisme, classique                                         | Château d'Amécourt                                                                 | Amécourt                                        | Notice no IA00017803 | XVIIIe siècle                                                                               | 49° 22′ 50″ N, 1° 44′ 04″ E             |              |
| Classicisme, classique                                         | Château d'Amfreville-sur-Iton                                                      | Acquigny, Amfreville-sur-Iton                   | Inscrit MH (1977, 1994) · Notice no PA00099301 · Notice no IA00019359                                                                                             | XVIIIe et XIXe siècles                                                                      | 49° 08′ 44″ N, 1° 09′ 13″ E             |              |
| Manoir, gentilhommière                                         | Manoir de l'ancienne prison                                                        | Acquigny                                        | Notice no IA00019348 | XIVe et XVIe siècles                                                                        | 49° 10′ 26″ N, 1° 11′ 18″ E             |              |
| Classicisme, classique                                         | Château d'Andé                                                                     | Andé                                            | Site inscrit (1974) · Notice no IA00019370 | XVIe et XVIIe siècles                                                                       | 49° 13′ 44″ N, 1° 14′ 07″ E             |              |
| Classicisme, classique                                         | Château d'Argeronne                                                                | La Haye-Malherbe                                | Notice no IA00019330 | XVIIe siècle                                                                                | 49° 14′ 01″ N, 1° 03′ 11″ E             |              |
| Maison forte                                                   | Butte aux Anglais                                                                  | Bernay                                          | Notice no IA00018512 | Moyen Âge                                                                                   | 49° 30′ 10″ N, 0° 13′ 38″ E             |              |
| Forteresse, fort(ification)                                    | Butte aux Anglais                                                                  | Le Tronquay                                     | Notice no IA00017044 | Moyen Âge                                                                                   | 49° 27′ 02″ N, 1° 25′ 35″ E             |              |
| Manoir, gentilhommière                                         | Manoir d'Angoville                                                                 | Les Monts du Roumois Berville-en-Roumois        | Notice no IA00018369 | XVIIe siècle, XVIIIe et XIXe siècles                                                        | 49° 17′ 21″ N, 0° 49′ 46″ E             |              |
| Renaissance · Ruine ou disparu                                 | Château d'Annebault                                                                | Appeville-Annebault                             | Notice no IA00019607 | XVIe siècle                                                                                 | 49° 18′ 33″ N, 0° 38′ 39″ E             |              |
| Néo-classique                                                  | Château d'Aptot                                                                    | Bonneville-Aptot                                | Notice no IA00019620 | XVIIe siècle, XVIIIe et XIXe siècles                                                        | 49° 16′ 06″ N, 0° 44′ 14″ E             |              |
| Château fort · Ruine ou disparu                                | Tour des Archives                                                                  | Vernon                                          | Classé MH (1840) · Notice no PA00099624 | XIe siècle                                                                                  | 49° 05′ 40″ N, 1° 29′ 03″ E             |              |
| Motte castrale ou féodale · Classicisme, classique             | Château Saint-Jean                                                                 | Asnières                                        | Notice no IA00050084 | XIe siècle, XVIIe et XVIIIe siècles                                                         | 49° 13′ 16″ N, 0° 24′ 06″ E             |              |
| Manoir, gentilhommière                                         | Manoir d'Aubigny                                                                   | Vexin-sur-Epte Civières                         | Notice no IA00017162 | XVIIIe siècle                                                                               | 49° 10′ 44″ N, 1° 35′ 21″ E             |              |
| Classicisme, classique                                         | Château d'Autonne                                                                  | Bosgouet                                        | Notice no IA00018704 | XVIIe siècle                                                                                | 49° 22′ 09″ N, 0° 49′ 41″ E             |              |
| Classicisme, classique                                         | Château d'Aveny                                                                    | Dampsmesnil                                     | Notice no IA00017175 | XVIIIe et XIXe siècles                                                                      | 49° 09′ 53″ N, 1° 39′ 42″ E             |              |
| Motte castrale ou féodale · Château fort · Ruine ou disparu    | Château d'Avrilly                                                                  | Chambois Avrilly                                | Inscrit MH (2010) · Notice no PA27000080 | XIe et XIIe siècles                                                                         | 48° 55′ 49″ N, 1° 08′ 23″ E             |              |
| Château fort · Ruine ou disparu                                | Château fort de Bacqueville                                                        | Bacqueville                                     | Notice no IA00017310 |                                                                                             |                                         |              |
| Château fort · Résidence épiscopale · Ruine ou disparu         | Château fort de la Baronnie                                                        | Saint-Philbert-sur-Risle                        | Notice no IA00019696 | XIIIe et XIVe siècles, XVIIIe siècle                                                        | 49° 16′ 37″ N, 0° 39′ 31″ E             |              |
| Manoir, gentilhommière                                         | Manoir de Barquet                                                                  | Barquet                                         | Notice no IA00018737 |                                                                                             | 49° 02′ 46″ N, 0° 51′ 29″ E             |              |
| Manoir, gentilhommière                                         | Manoir de Barville                                                                 | Barville                                        | Inscrit MH (1933) · Notice no PA00099320 | XVIe siècle                                                                                 | 49° 09′ 30″ N, 0° 28′ 48″ E             |              |
| Manoir, gentilhommière                                         | Manoir du Bâtiment                                                                 | Le Tronquay                                     | Notice no IA00017038 | XVIe siècle                                                                                 | 49° 25′ 50″ N, 1° 27′ 00″ E             |              |
| Château fort                                                   | Château fort de Baudemont                                                          | Vexin-sur-Epte Bus-Saint-Rémy                   | Notice no IA00017141 |                                                                                             | 49° 08′ 11″ N, 1° 38′ 52″ E             |              |
| Château fort · Ruine ou disparu                                | Château fort de Bazincourt                                                         | Bazincourt-sur-Epte                             | Notice no IA00017814 |                                                                                             |                                         |              |
|                                                                | Château de Beauchêne                                                               | Saint-Aubin-sur-Gaillon                         | Notice no IA00017723 |                                                                                             | 49° 06′ 27″ N, 1° 20′ 45″ E             |              |
|                                                                | Château de Beauficel                                                               | Harcourt                                        | |                                                                                             | 49° 10′ 17″ N, 0° 45′ 24″ E             |              |
| Manoir, gentilhommière                                         | Manoir de Beauficel                                                                | Beauficel-en-Lyons                              | Notice no IA00017012 |                                                                                             |                                         |              |
| Motte castrale ou féodale · Style Louis XIII · Baroque, rococo | Château de Beaumesnil                                                              | Mesnil-en-Ouche Beaumesnil Gouttières           | Site classé (1940) · Inscrit MH (1926, 1997) · Classé MH (1966) · Notice no PA00099323 · Notice no IA00019417                                                     | XIIIe et XVIIe siècles, musée                                                               | 49° 00′ 50″ N, 0° 42′ 41″ E             |              |
| Manoir, gentilhommière · Ferme fortifiée                       | Manoir de Beaumont                                                                 | Bourneville                                     | Inscrit MH (1996) · Notice no PA27000002 |                                                                                             | 49° 23′ 26″ N, 0° 35′ 40″ E             |              |
| Manoir, gentilhommière                                         | Manoir de Beaumont-la-Ville                                                        | Beaumontel                                      | Notice no IA00018775 |                                                                                             | 49° 05′ 22″ N, 0° 46′ 56″ E             |              |
|                                                                | Château de Beaumontel (Ferme Hervieu)                                              | Beaumontel                                      | Inscrit MH (2015) · Notice no PA27000086 · Notice no IA00018778                                                                                                   |                                                                                             | 49° 05′ 42″ N, 0° 46′ 36″ E             |              |
| Manoir, gentilhommière                                         | Manoir de Beaunay                                                                  | Les Hogues                                      | Notice no IA00016884 | Vestiges                                                                                    | 49° 24′ 53″ N, 1° 24′ 15″ E             |              |
|                                                                | Château de Beauregard                                                              | Vexin-sur-Epte Fontenay-en-Vexin                | Notice no IA00017195 |                                                                                             | 49° 12′ 08″ N, 1° 33′ 30″ E             |              |
| Manoir, gentilhommière                                         | Manoir du Beaurocher                                                               | Mesnil-en-Ouche Beaumesnil                      | Notice no IA00019414 |                                                                                             | 49° 00′ 02″ N, 0° 42′ 17″ E             |              |
| Manoir, gentilhommière                                         | Manoir dit ferme du Bec                                                            | Ailly                                           | Notice no IA00017656 |                                                                                             | 49° 09′ 34″ N, 1° 15′ 58″ E             |              |
| Château fort · Ruine ou disparu                                | Château fort de Bec-Alis                                                           | Bailleul-la-Vallée                              | Notice no IA00050099 | Vestiges dans le bois du Vieux-Manoir                                                       | 49° 11′ 34″ N, 0° 25′ 53″ E             |              |
| Manoir, gentilhommière                                         | Manoir de Becdal                                                                   | Acquigny                                        | Inscrit MH (1978) · Notice no PA00099293 · Notice no IA00019350                                                                                                   |                                                                                             | 49° 11′ 00″ N, 1° 10′ 08″ E             |              |
| Manoir, gentilhommière · Ruine ou disparu                      | Manoir de Belle-Londe                                                              | Beuzeville                                      | Site inscrit (1977) · Notice no IA00054734 | Colombier seul subsistant                                                                   | 49° 21′ 11″ N, 0° 21′ 35″ E             |              |
| Classicisme, classique                                         | Château de Bérengeville                                                            | Bérengeville-la-Campagne                        | |                                                                                             | 49° 06′ 36″ N, 1° 03′ 53″ E             |              |
| Château fort · Ruine ou disparu                                | Château fort de Bernay                                                             | Bernay                                          | Notice no IA00018516 |                                                                                             |                                         |              |
|                                                                | Château de Bernouville                                                             | Bernouville                                     | Notice no IA00017818 |                                                                                             | 49° 17′ 22″ N, 1° 41′ 21″ E             |              |
| Maison forte · Ruine ou disparu                                | Manoir fortifié de Bernouville                                                     | Bernouville                                     | Notice no IA00017815 |                                                                                             | 49° 17′ 10″ N, 1° 41′ 25″ E             |              |
| Classicisme, classique                                         | Château de Bérou                                                                   | Guichainville                                   | | centre communal d'action sociale                                                            | 48° 57′ 52″ N, 1° 10′ 27″ E             |              |
| Classicisme, classique                                         | Château de Berthenonville                                                          | Vexin-sur-Epte Berthenonville                   | Notice no IA00017114 |                                                                                             | 49° 11′ 03″ N, 1° 39′ 40″ E             |              |
| Manoir, gentilhommière                                         | Manoir de Berthouville                                                             | Berthouville                                    | |                                                                                             | 49° 10′ 46″ N, 0° 38′ 08″ E             |              |
| Manoir, gentilhommière                                         | Manoir de Berville-sur-Mer                                                         | Berville-sur-Mer                                | Inscrit MH (1971) · Notice no PA00099343 · Notice no IA00054717                                                                                                   |                                                                                             | 49° 25′ 15″ N, 0° 21′ 31″ E             |              |
| Manoir, gentilhommière                                         | Manoir de Bézu                                                                     | Bézu-Saint-Éloi                                 | Notice no IA00017825 |                                                                                             | 49° 17′ 31″ N, 1° 41′ 38″ E             |              |
| Manoir, gentilhommière                                         | Manoir de Bionval                                                                  | Vexin-sur-Epte Écos                             | Notice no IA00017180 |                                                                                             | 49° 07′ 50″ N, 1° 35′ 45″ E             |              |
| Classicisme, classique                                         | Château de Bizy                                                                    | Vernon                                          | Classé MH (1974, 1996) · Notice no PA00099617 · Notice no IA27000136                                                                                              |                                                                                             | 49° 05′ 01″ N, 1° 27′ 57″ E             |              |
| Manoir, gentilhommière                                         | Manoir de Blacquemare                                                              | Beuzeville                                      | Site inscrit (1977) · Notice no IA00054722 |                                                                                             | 49° 19′ 44″ N, 0° 20′ 00″ E             |              |
| Manoir, gentilhommière                                         | Château du Blanc-Buisson                                                           | Mesnil-en-Ouche Saint-Pierre-du-Mesnil          | Inscrit MH (1949, 1952) · Notice no PA00099571 | XIIIe et XVIe siècles, XVIIIe et XIXe siècles                                               | 48° 56′ 20″ N, 0° 33′ 52″ E             |              |
| Néo-baroque · Hôtel particulier                                | Morsan                                                                             | Morsan                                          | |                                                                                             | 49° 11′ 07″ N, 0° 36′ 19″ E             |              |
| Manoir, gentilhommière                                         | Manoir du Bois-Baril                                                               | Mesnil-en-Ouche La Barre-en-Ouche               | Inscrit MH (1939) · Classé MH (1942) · Notice no PA00099319 · Notice no IA00019408                                                                                |                                                                                             | 48° 55′ 51″ N, 0° 38′ 34″ E             |              |
|                                                                | Château du Bois de Nemetz                                                          | Authevernes                                     | Notice no IA00017808 |                                                                                             | 49° 13′ 47″ N, 1° 36′ 41″ E             |              |
|                                                                | Château des Bois-Francs                                                            | Les Barils                                      | | XIXe siècle                                                                                 | 48° 43′ 11″ N, 0° 49′ 55″ E             |              |
| Manoir, gentilhommière                                         | Manoir de Bois-Gautier                                                             | Vexin-sur-Epte Civières                         | Notice no IA00017161 |                                                                                             | 49° 09′ 46″ N, 1° 33′ 51″ E             |              |
| Manoir, gentilhommière                                         | Manoir de Bois-Hébert                                                              | Verneusses                                      | Classé MH (1974) · Notice no PA00099615 · Notice no AP12R043744                                                                                                   | XVe et XVIe siècles                                                                         | 48° 54′ 20″ N, 0° 24′ 45″ E             |              |
| Motte castrale ou féodale · Manoir, gentilhommière             | Manoir de Bois-Jérôme                                                              | Bois-Jérôme-Saint-Ouen                          | Notice no IA00017124 |                                                                                             | 49° 06′ 31″ N, 1° 31′ 59″ E             |              |
|                                                                | Château du Bois-Préau                                                              | Lisors                                          | Notice no IA00016890 |                                                                                             | 49° 21′ 30″ N, 1° 28′ 39″ E             |              |
| Manoir, gentilhommière                                         | Manoir de Boisemont                                                                | Boisemont                                       | Notice no IA00017504 |                                                                                             |                                         |              |
| Manoir, gentilhommière                                         | Château de Boisset-les-Prévanches                                                  | Boisset-les-Prévanches                          | | Événementiel                                                                                | 48° 58′ 18″ N, 1° 19′ 58″ E             |              |
| Renaissance                                                    | Château de Bonnemare                                                               | Radepont                                        | Inscrit MH (1991) · Classé MH (1992) · Notice no PA00099533 | XVIe siècle, XVIIe et XVIIIe siècles, chambres d'hôtes                                      | 49° 19′ 54″ N, 1° 19′ 59″ E             |              |
| Baroque, rococo                                                | Château de Bonneval                                                                | La Haye-Aubrée                                  | Classé MH (1963) · Inscrit MH (1990) · Notice no PA00099446 | XVIIe et XVIIIe siècles                                                                     | 49° 24′ 05″ N, 0° 42′ 30″ E             |              |
| Renaissance                                                    | Château de Bonneville                                                              | Le Chamblac                                     | Inscrit MH (1978) · Notice no PA00099370 | XVIe et XVIIIe siècles, propriété privée                                                    | 48° 59′ 14″ N, 0° 32′ 59″ E             |              |
| Manoir, gentilhommière                                         | Manoir du Bosc-Anglier                                                             | Beaumontel                                      | Notice no IA00018772 |                                                                                             | 49° 06′ 00″ N, 0° 45′ 53″ E             |              |
| Manoir, gentilhommière                                         | Manoir du Bosc-Roger                                                               | Barquet                                         | Notice no IA00018738 |                                                                                             | 49° 02′ 54″ N, 0° 50′ 58″ E             |              |
| Manoir, gentilhommière                                         | Manoir du Bosc-Roger                                                               | Vexin-sur-Epte Fourges                          | Notice no IA00017212 |                                                                                             | 49° 07′ 51″ N, 1° 37′ 22″ E             |              |
|                                                                | Château de Bosgouet                                                                | Bosgouet                                        | Notice no IA00018705 |                                                                                             | 49° 21′ 26″ N, 0° 51′ 15″ E             |              |
| Manoir, gentilhommière · Ruine ou disparu                      | Manoir de Bosquentin                                                               | Bosquentin                                      | Notice no IA00016865 |                                                                                             |                                         |              |
| Manoir, gentilhommière                                         | Manoir de Bouafles                                                                 | Bouafles                                        | Notice no IA00017515 |                                                                                             | 49° 12′ 47″ N, 1° 23′ 16″ E             |              |
| Manoir, gentilhommière                                         | Manoir du Bouffey                                                                  | Bernay                                          | Notice no IA00018057 |                                                                                             | 49° 05′ 29″ N, 0° 36′ 46″ E             |              |
| Ruine ou disparu                                               | Château de la Boulaie                                                              | Autheuil-Authouillet                            | Notice no IA00017675 | Subsistent les dépendances                                                                  | 49° 05′ 30″ N, 1° 16′ 41″ E             |              |
| Manoir, gentilhommière                                         | Manoir du Bourg-Dessus                                                             | Beaumont-le-Roger                               | Notice no IA00018753 |                                                                                             |                                         |              |
| Manoir, gentilhommière                                         | Manoir du Bout-de-la-Ville                                                         | Muids                                           | Notice no IA00017586 |                                                                                             |                                         |              |
| Classicisme, classique                                         | Château de Brécourt                                                                | Douains                                         | Inscrit MH (1967) · Notice no PA00099389 · Notice no IA27000193                                                                                                   | XVIIe et XVIIIe siècles                                                                     | 49° 03′ 06″ N, 1° 25′ 26″ E             |              |
| Néo-classique                                                  | Château du Breuil-Benoît                                                           | Marcilly-sur-Eure                               | |                                                                                             | 48° 48′ 34″ N, 1° 21′ 15″ E             |              |
| Classicisme, classique                                         | Château de Breuilpont                                                              | Breuilpont                                      | Inscrit MH (2017) · Notice no PA27000089 |                                                                                             | 48° 57′ 47″ N, 1° 25′ 41″ E             |              |
| Château fort · Ruine ou disparu                                | Château de Brionne                                                                 | Brionne                                         | Inscrit MH (1925) · Notice no PA00099362 | Moyen Âge                                                                                   | 49° 11′ 43″ N, 0° 43′ 23″ E             |              |
| Manoir, gentilhommière                                         | Manoir des Broches                                                                 | La Haye-de-Routot                               | Inscrit MH (1997) · Notice no PA27000020 | XVIe et XVIIIe siècles                                                                      | 49° 24′ 24″ N, 0° 43′ 05″ E             |              |
| Classicisme, classique                                         | Château de Broglie                                                                 | Broglie                                         | Inscrit MH (1974) · Notice no PA00099363 |                                                                                             | 49° 00′ 31″ N, 0° 31′ 35″ E             |              |
| Manoir, gentilhommière                                         | Manoir des Brûlins                                                                 | Le Tronquay                                     | Notice no IA00016899 |                                                                                             | 49° 25′ 20″ N, 1° 26′ 45″ E             |              |
| Renaissance                                                    | Château de Brumare                                                                 | Brestot                                         | Inscrit MH (1978) · Notice no PA00099358 · Notice no IA00019631                                                                                                   | XVIe et XVIIe siècles, XIXe siècle                                                          | 49° 20′ 27″ N, 0° 40′ 33″ E             |              |
| Manoir, gentilhommière                                         | Manoir du Buc                                                                      | Bacqueville                                     | Notice no IA00017314 |                                                                                             | 49° 19′ 02″ N, 1° 22′ 10″ E             |              |
| Manoir, gentilhommière · Ruine ou disparu                      | Manoir de la Bucaille                                                              | Berville-la-Campagne                            | Notice no IA00018781 | La Remise                                                                                   | 49° 01′ 36″ N, 0° 53′ 41″ E             |              |
| Motte castrale ou féodale                                      | Motte castrale de La Bucaille                                                      | Guiseniers                                      | Notice no IA00017556 |                                                                                             | 49° 12′ 16″ N, 1° 28′ 33″ E             |              |
| Manoir, gentilhommière                                         | Manoir de La Bucaille                                                              | Guiseniers                                      | Notice no IA00017557 |                                                                                             | 49° 12′ 15″ N, 1° 28′ 37″ E             |              |
| Manoir, gentilhommière                                         | Manoir du Bucquet                                                                  | Mézières-en-Vexin                               | Notice no IA00017266 |                                                                                             |                                         |              |
| Néo-classique                                                  | Château du Buisson de May                                                          | Saint-Aquilin-de-Pacy                           | Classé MH (1994) · Notice no PA00099632 | XVIIIe et XIXe siècles                                                                      | 49° 00′ 30″ N, 1° 19′ 46″ E             |              |
|                                                                | Château du Buisson-Garembourg                                                      | Guichainville                                   | | Domaine privé                                                                               | 48° 58′ 47″ N, 1° 11′ 18″ E             |              |
| Classicisme, classique                                         | Château des Buspins                                                                | Daubeuf-près-Vatteville                         | Notice no IA00017537 | XVIIe siècle                                                                                | 49° 14′ 57″ N, 1° 17′ 51″ E             |              |
| Manoir, gentilhommière                                         | Manoir de Bus                                                                      | Vexin-sur-Epte Bus-Saint-Rémy                   | Classé MH (1933) · Notice no PA00099366 · Notice no IA00017133 |                                                                                             | 49° 08′ 46″ N, 1° 37′ 11″ E             |              |
| Classicisme, classique                                         | Château de Cahaignes                                                               | Vexin-sur-Epte Cahaignes                        | Site classé (1953) · Notice no IA0001742 | Visible de la RD 181                                                                        | 49° 12′ 37″ N, 1° 35′ 52″ E             |              |
| Château fort · Ruine ou disparu                                | Château de Cambremont                                                              | Acquigny                                        | Notice no IA00019340 |                                                                                             | 49° 09′ 58″ N, 1° 11′ 36″ E             |              |
| Manoir, gentilhommière · Ruine ou disparu                      | Manoir du Camp-Jacquet                                                             | Acquigny                                        | Notice no IA00019344 | Fief du Camp-Jacquet dénommé aussi Surville                                                 | 49° 11′ 09″ N, 1° 10′ 36″ E             |              |
| Classicisme, classique                                         | Château de Canteloup                                                               | Amfreville-sous-les-Monts Romilly-sur-Andelle   | Inscrit MH (1997) · Notice no PA27000017 · Notice no IA00017302                                                                                                   | XVIIe siècle                                                                                | 49° 18′ 49″ N, 1° 14′ 37″ E             |              |
| Manoir, gentilhommière                                         | Manoir de Canteloup                                                                | Harquency                                       | Notice no IA00017568 |                                                                                             | 49° 14′ 55″ N, 1° 30′ 42″ E             |              |
| Classicisme, classique                                         | Château de Caorches                                                                | Caorches-Saint-Nicolas                          | Notice no IA00018115 |                                                                                             | 49° 04′ 53″ N, 0° 33′ 18″ E             |              |
|                                                                | Château de Carentonne                                                              | Bernay                                          | Notice no IA00018055 |                                                                                             | 49° 05′ 19″ N, 0° 38′ 45″ E             |              |
| Manoir, gentilhommière                                         | Manoir des Carrières                                                               | La Haye-Aubrée                                  | |                                                                                             | 49° 23′ 17″ N, 0° 42′ 31″ E             |              |
| Classicisme, classique                                         | Château de Carsix                                                                  | Carsix                                          | Notice no IA00018125 |                                                                                             | 49° 08′ 31″ N, 0° 40′ 09″ E             |              |
|                                                                | Château de Caudecotte                                                              | Bazoques                                        | |                                                                                             | 49° 10′ 59″ N, 0° 33′ 06″ E             |              |
| Manoir, gentilhommière                                         | Manoir des Célestins                                                               | Le Tronquay                                     | Notice no IA00017043 |                                                                                             | 49° 26′ 01″ N, 1° 28′ 47″ E             |              |
|                                                                | Château de Chambines                                                               | Hécourt                                         | |                                                                                             | 48° 59′ 37″ N, 1° 24′ 44″ E             |              |
| Classicisme, classique                                         | Château de Chambray                                                                | Chambray                                        | Classé MH (1973) · Notice no PA00099371 · Notice no IA27000132 | XVIIe et XVIIIe siècles                                                                     | 49° 04′ 51″ N, 1° 17′ 50″ E             |              |
| Renaissance                                                    | Château de Chambray                                                                | Gouville                                        | Inscrit MH (1971) · Site classé (1972) · Notice no PA00099437 · Notice no IA27000552                                                                              | XVIe et XVIIe siècles                                                                       | 48° 50′ 25″ N, 1° 00′ 22″ E             |              |
| Baroque, rococo                                                | Château du Champ-de-Bataille                                                       | Le Neubourg                                     | Classé MH (1952, 1971, 1995) · Inscrit MH (1995) · Notice no PA00099562 · Notice no IA27000553                                                                    | XVIIe et XVIIIe siècles XXe siècle                                                          | 49° 10′ 06″ N, 0° 51′ 34″ E             |              |
| Manoir, gentilhommière                                         | Manoir de La Champagne                                                             | Beuzeville                                      | Notice no IA00054741 |                                                                                             | 49° 21′ 18″ N, 0° 21′ 02″ E             |              |
| Manoir, gentilhommière                                         | Manoir du Chapitre                                                                 | Ailly                                           | Inscrit MH (1998) · Notice no PA27000030 · Notice no IA00017655                                                                                                   | (Prieuré d'Ailly)                                                                           | 49° 09′ 39″ N, 1° 14′ 40″ E             |              |
| Classicisme, classique                                         | Château de Charleval                                                               | Charleval                                       | Notice no IA00017328 | projet avorté                                                                               |                                         |              |
| Forteresse, fort(ification) · Ruine ou disparu                 | Enceinte préhistorique du Château-Robert                                           | Acquigny                                        | Classé MH (1945) · Notice no PA00099292 · Notice no IA00019341 |                                                                                             | 49° 10′ 12″ N, 1° 11′ 38″ E             |              |
| Château fort · Ruine ou disparu                                | Château de Château-sur-Epte                                                        | Château-sur-Epte                                | Classé MH (1998) · Notice no PA00099372 | XIe et XIIe siècles, XIVe et XVIIe siècles                                                  | 49° 11′ 52″ N, 1° 39′ 41″ E             |              |
| Manoir, gentilhommière                                         | Manoir de Chauvincourt                                                             | Chauvincourt-Provemont                          | Inscrit MH (1998) · Notice no PA00099373 | XIIIe et XIVe siècles, XVIe et XVIIIe siècles                                               | 49° 16′ 48″ N, 1° 38′ 21″ E             |              |
| Manoir, gentilhommière                                         | Manoir du Chêne-Varin                                                              | Rosay-sur-Lieure                                | Notice no IA00016877 |                                                                                             | 49° 23′ 15″ N, 1° 25′ 56″ E             |              |
| Château fort · Classicisme, classique                          | Château de Chennebrun                                                              | Chennebrun                                      | Inscrit MH (1994) · Notice no PA00132770 | XIVe et XVe siècles, XVIIIe et XIXe siècles                                                 | 48° 40′ 51″ N, 0° 46′ 58″ E             |              |
| Néo-gothique                                                   | Château du Chesnay-Haguest                                                         | Vexin-sur-Epte Écos                             | Notice no IA00017191 |                                                                                             | 49° 10′ 20″ N, 1° 36′ 06″ E             |              |
| Manoir, gentilhommière                                         | Manoir de Chopillard                                                               | La Haye-Aubrée                                  | |                                                                                             | 49° 23′ 56″ N, 0° 40′ 36″ E             |              |
| Manoir, gentilhommière                                         | Manoir de Civières                                                                 | Vexin-sur-Epte Civières                         | Notice no IA00017162 |                                                                                             |                                         |              |
| Ruine ou disparu                                               | Château de Cléry                                                                   | Les Andelys                                     | Notice no IA00017466 |                                                                                             |                                         |              |
| Manoir, gentilhommière                                         | Manoir du Clos-de-l'Aître                                                          | Pressagny-l'Orgueilleux                         | Notice no IA00017280 |                                                                                             | 49° 07′ 55″ N, 1° 26′ 32″ E             |              |
| Manoir, gentilhommière                                         | Manoir de Colmont                                                                  | Perriers-sur-Andelle                            | Inscrit MH (2000) · Notice no PA27000039 |                                                                                             | 49° 24′ 56″ N, 1° 22′ 20″ E             |              |
| Château fort · Ruine ou disparu                                | Château de Conches-en-Ouche                                                        | Conches-en-Ouche                                | Classé MH (1886) · Notice no PA00099377 | XIe siècle                                                                                  | 48° 57′ 41″ N, 0° 56′ 36″ E             |              |
|                                                                | Château de Condé-sur-Iton                                                          | Mesnils-sur-Iton                                | Notice no IA27000554 |                                                                                             | 48° 49′ 48″ N, 0° 57′ 50″ E             |              |
| Manoir, gentilhommière                                         | Manoir de Connelles                                                                | Connelles                                       | Notice no IA00017941 | Hôtel restaurant Le Moulin de Connelles                                                     | 49° 15′ 43″ N, 1° 16′ 10″ E             |              |
| Manoir, gentilhommière                                         | Manoir de Corny                                                                    | Corny                                           | Notice no IA00017524 |                                                                                             | 49° 17′ 00″ N, 1° 27′ 14″ E             |              |
| Manoir, gentilhommière                                         | Manoir du Coudray                                                                  | Mesnil-en-Ouche Ajou                            | Notice no IA00019385 |                                                                                             |                                         |              |
|                                                                | Château de Coulonges                                                               | Sylvains-les-Moulins                            | |                                                                                             | 48° 53′ 13″ N, 1° 05′ 06″ E             |              |
| Manoir, gentilhommière                                         | Manoir de Courcelles-sur-Seine                                                     | Courcelles-sur-Seine                            | Notice no IA00017529 |                                                                                             |                                         |              |
| Baroque, rococo                                                | Château de Courtmoulin                                                             | Le Val d'Hazey Sainte-Barbe-sur-Gaillon         | Inscrit MH (2006) · Notice no PA27000067 | XVIIe et XVIIIe siècles                                                                     | 49° 09′ 40″ N, 1° 19′ 05″ E             |              |
| Classicisme, classique                                         | Château des Coutures                                                               | Saint-Quentin-des-Isles                         | |                                                                                             | 49° 02′ 43″ N, 0° 34′ 25″ E             |              |
| Classicisme, classique                                         | Château de Couvicourt                                                              | Saint-Aubin-sur-Gaillon                         | Inscrit MH (2015) · Notice no PA27000088 | XVIIIe et XIXe siècles                                                                      | 49° 08′ 54″ N, 1° 21′ 29″ E             |              |
| Manoir, gentilhommière                                         | Château de Cracouville                                                             | Le Vieil-Évreux Cracouville                     | |                                                                                             | 48° 59′ 30″ N, 1° 12′ 41″ E             |              |
| Manoir, gentilhommière · Ruine ou disparu                      | Château de la Créquinière                                                          | Le Val d'Hazey Aubevoye                         | | Manoir détruit dans les années 1980                                                         | 49° 10′ 27″ N, 1° 19′ 45″ E             |              |
| Manoir, gentilhommière                                         | Manoir de Criquetuit                                                               | Bacqueville                                     | Notice no IA00017315 |                                                                                             | 49° 19′ 35″ N, 1° 20′ 53″ E             |              |
|                                                                | Château de Croix-Mesnil                                                            | Lyons-la-Forêt                                  | Notice no IA00016914 |                                                                                             | 49° 23′ 24″ N, 1° 28′ 32″ E             |              |
| Néo-classique · Style Louis XIII                               | Château de la Croix-Richard                                                        | Le Mesnil-Jourdain                              | Inscrit MH (2021) · Notice no PA27000092 | 1910                                                                                        | 49° 11′ 03″ N, 1° 06′ 48″ E             |              |
| Baroque, rococo                                                | Château de La Croix-Saint-Leufroy                                                  | La Croix-Saint-Leufroy                          | Inscrit MH (2005) · Notice no PA27000062 | XVIIe et XIXe siècles                                                                       | 49° 06′ 30″ N, 1° 14′ 18″ E             |              |
| Manoir, gentilhommière                                         | Manoir de La Croix-Saint-Leufroy                                                   | La Croix-Saint-Leufroy                          | Inscrit MH (1996) · Notice no PA27000007 | XIVe et XVe siècles                                                                         | 49° 06′ 21″ N, 1° 14′ 35″ E             |              |
| Château fort · Ruine ou disparu                                | Château de Douville (Château des Hiboux)                                           | Pont-Saint-Pierre (Imp. des Quatre Tours)       | Notice no IA00017342 | Moyen Âge                                                                                   | 49° 20′ 51″ N, 1° 18′ 07″ E             |              |
| Classicisme, classique                                         | Château d'Écos                                                                     | Vexin-sur-Epte Écos                             | Notice no IA00017184 |                                                                                             | 49° 09′ 28″ N, 1° 36′ 23″ E             |              |
|                                                                | Château d'Écouis                                                                   | Écouis                                          | Notice no IA00017345 | Institut médico-éducatif                                                                    | 49° 18′ 35″ N, 1° 25′ 51″ E             |              |
| Classicisme, classique                                         | Château d'Émalleville                                                              | Émalleville                                     | Inscrit MH (1996) · Notice no PA27000008 |                                                                                             | 49° 05′ 48″ N, 1° 09′ 18″ E             |              |
| Manoir, gentilhommière                                         | Manoir de l'Épinay                                                                 | Hennezis                                        | Notice no IA00017575 |                                                                                             |                                         |              |
| Château fort · Classicisme, classique · Ruine ou disparu       | Château d'Étrépagny                                                                | Étrépagny                                       | | Moyen Âge, XVIIe siècle                                                                     |                                         |              |
|                                                                | Château de Farguette                                                               | Saint-Pierre-la-Garenne                         | |                                                                                             | 49° 08′ 35″ N, 1° 23′ 51″ E             |              |
| Manoir, gentilhommière                                         | Manoir du Fay                                                                      | Vexin-sur-Epte Tourny                           | Notice no IA00017296 |                                                                                             | 49° 11′ 35″ N, 1° 33′ 24″ E             |              |
| Ruine ou disparu                                               | Château de Feuquerolles                                                            | Les Andelys                                     | Notice no IA00017460 |                                                                                             | 49° 15′ 20″ N, 1° 27′ 21″ E             |              |
| Manoir, gentilhommière                                         | Manoir de Feuquerolles                                                             | Les Andelys                                     | Notice no IA00017459 |                                                                                             | 49° 15′ 22″ N, 1° 27′ 29″ E             |              |
| Manoir, gentilhommière                                         | Manoir de Feuguerolles                                                             | Feuguerolles                                    | | Vestiges du portail en bordure de route                                                     | 49° 07′ 51″ N, 1° 02′ 56″ E             |              |
| Classicisme, classique                                         | Château de Fleury-la-Forêt                                                         | Fleury-la-Forêt                                 | Inscrit MH (1991, 1993) · Classé MH (1993) · Notice no PA00099637 · Notice no IA00016860                                                                          | Musée, hôtel                                                                                | 49° 24′ 50″ N, 1° 32′ 46″ E             |              |
|                                                                | Château de la Folletière                                                           | Neuilly                                         | Inscrit MH (1951) · Notice no PA00099499 |                                                                                             | 48° 56′ 37″ N, 1° 25′ 05″ E             |              |
|                                                                | Château de la Fontaine-du-Houx                                                     | Bézu-la-Forêt                                   | Inscrit MH (1971) · Notice no PA00099344 · Notice no IA00016870                                                                                                   |                                                                                             | 49° 24′ 43″ N, 1° 37′ 22″ E             |              |
| Classicisme, classique                                         | Château de Fontaine-l'Abbé                                                         | Fontaine-l'Abbé                                 | Notice no IA00018156 |                                                                                             | 49° 05′ 25″ N, 0° 41′ 41″ E             |              |
| Néo-classique                                                  | Château de Fontaine-la-Soret (de la Carogère)                                      | Nassandres sur Risle (Fontaine-la-Soret)        | Inscrit MH (1986, 1995) · Notice no PA00099418 · Site classé (1988) · Jardin remarquable · Notice no JAR0000248                                                   | XVIIIe et XIXe siècles                                                                      | 49° 08′ 56″ N, 0° 43′ 12″ E             |              |
| Manoir, gentilhommière                                         | Manoir de Fontenay-en-Vexin                                                        | Vexin-sur-Epte Fontenay-en-Vexin                | Notice no IA00017194 | XIIIe siècle - face à l'église Notre-Dame                                                   | 49° 12′ 33″ N, 1° 34′ 05″ E             |              |
|                                                                | Château de Fontenétain                                                             | Saint-Pierre-la-Garenne                         | Notice no IA00017751 |                                                                                             | 49° 08′ 27,26509″ N, 1° 24′ 06,24172″ E |              |
| Manoir, gentilhommière                                         | Manoir de Forest                                                                   | Vexin-sur-Epte Forêt-la-Folie                   | Notice no IA00017207 |                                                                                             |                                         |              |
| Ferme fortifiée                                                | Ferme du Fort                                                                      | Authevernes                                     | Inscrit MH (1933) · Notice no PA00099314 · Notice no IA00017805                                                                                                   |                                                                                             | 49° 13′ 05″ N, 1° 38′ 17″ E             |              |
| Manoir, gentilhommière                                         | Manoir de la Fortière                                                              | Épreville-en-Lieuvin                            | Notice no IA00051122 |                                                                                             | 49° 12′ 55″ N, 0° 32′ 52″ E             |              |
|                                                                | Château de Fourges                                                                 | Vexin-sur-Epte Fourges                          | Notice no IA00017225 |                                                                                             |                                         |              |
| Maison forte                                                   | Château de Fours-en-Vexin                                                          | Vexin-sur-Epte Fours-en-Vexin                   | Notice no IA00017216 | XIXe siècle                                                                                 | 49° 11′ 10″ N, 1° 35′ 53″ E             |              |
| Manoir, gentilhommière                                         | Manoir de Fours                                                                    | Vexin-sur-Epte Fourges                          | Notice no IA00017215 |                                                                                             |                                         |              |
| Manoir, gentilhommière                                         | Manoir de Fretteville                                                              | Daubeuf-près-Vatteville                         | Notice no IA00017540 |                                                                                             |                                         |              |
|                                                                | Château de Froc-de-Launay                                                          | La Chapelle-Réanville                           | Notice no IA27000151 |                                                                                             | 49° 06′ 26″ N, 1° 23′ 09″ E             |              |
| Château fort · Ruine ou disparu                                | Château-Gaillard                                                                   | Les Andelys                                     | Classé MH (1862, 1926, 1926, 1926, 1927, 1927, 1928) · Notice no PA00099304 · Notice no IA00017482                                                                | XIIe siècle                                                                                 | 49° 14′ 17″ N, 1° 24′ 10″ E             |              |
| Château fort · Résidence épiscopale · Renaissance              | Château de Gaillon                                                                 | Gaillon                                         | Classé MH (1862, 1965) · Inscrit MH (1996) · Notice no PA00099427 · Notice no IA00017666                                                                          | XIIe et XVe siècles                                                                         | 49° 09′ 40″ N, 1° 19′ 48″ E             |              |
|                                                                | Château de la Garde-Châtel                                                         | Montaure                                        | | Habitation privée                                                                           | 49° 13′ 24″ N, 1° 05′ 47″ E             |              |
| Manoir, gentilhommière                                         | Manoir de la Garenne                                                               | Le Tronquay                                     | Notice no IA00016900 |                                                                                             | 49° 26′ 30″ N, 1° 26′ 49″ E             |              |
| Manoir, gentilhommière                                         | Manoir de Gauciel                                                                  | Gauciel                                         | Inscrit MH (2008) · Notice no PA27000072 |                                                                                             | 49° 02′ 18″ N, 1° 15′ 28″ E             |              |
| Château fort                                                   | Château de Gisors                                                                  | Gisors                                          | Classé MH (1862) · Notice no PA00099430 · Notice no IA00017799 · Notice no IA00017788                                                                             |                                                                                             | 49° 16′ 51″ N, 1° 46′ 28″ E             |              |
| Néo-classique                                                  | Château de Gournay                                                                 | Gournay-le-Guérin                               | | XIXe siècle                                                                                 | 48° 43′ 02″ N, 0° 46′ 48″ E             |              |
| Néo-classique                                                  | Château de Grainville                                                              | Neaufles-Saint-Martin                           | Notice no IA00017860 |                                                                                             | 49° 17′ 08″ N, 1° 44′ 53″ E             |              |
| Manoir, gentilhommière                                         | Manoir de La Grand-Fray                                                            | Le Tronquay                                     | Notice no IA00016901 | (Manoir de la Forêt) Salle de réception                                                     | 49° 25′ 32″ N, 1° 27′ 07″ E             |              |
| Manoir, gentilhommière                                         | Manoir du Grand Maître                                                             | Lyons-la-Forêt                                  | Notice no IA00016917 |                                                                                             |                                         |              |
| Classicisme, classique                                         | Château de Graveron                                                                | Graveron-Sémerville                             | Inscrit MH (1996) · Notice no PA27000009 |                                                                                             | 49° 05′ 43″ N, 0° 58′ 26″ E             |              |
| Manoir, gentilhommière                                         | Manoir de Grosmesnil                                                               | Le Val d'Hazey Aubevoye                         | Notice no IA00017669 | Logements                                                                                   | 49° 10′ 49″ N, 1° 19′ 48″ E             |              |
| Classicisme, classique                                         | Château de Grumesnil                                                               | Heubécourt-Haricourt                            | Notice no IA00017251 | Grange dîmière à proximité                                                                  | 49° 07′ 42″ N, 1° 34′ 35″ E             |              |
| Manoir, gentilhommière                                         | Manoir de Guiseniers                                                               | Guiseniers                                      | Inscrit MH (1954) · Notice no IA00017550 |                                                                                             |                                         |              |
|                                                                | Château de Guitry                                                                  | Vexin-sur-Epte Guitry                           | Notice no IA00017244 |                                                                                             | 49° 12′ 54″ N, 1° 32′ 51″ E             |              |
| Ruine ou disparu                                               | Château du Hallot                                                                  | Vexin-sur-Epte Civières                         | Notice no IA00017169 | Subsiste le corps de ferme, dont le colombier                                               | 49° 10′ 55″ N, 1° 35′ 31″ E             |              |
| Manoir, gentilhommière                                         | Manoir du Hamel (Crestot)                                                          | Crestot                                         | |                                                                                             | 49° 11′ 31″ N, 0° 57′ 24″ E             |              |
| Manoir, gentilhommière                                         | Manoir du Hamel (Acquigny)                                                         | Acquigny                                        | « Manoir du Hamel (Hamet incorrect) », notice no IA00019337 |                                                                                             | 49° 09′ 54″ N, 1° 11′ 30″ E             |              |
| Manoir, gentilhommière                                         | Manoir du Haras                                                                    | Neaufles-Saint-Martin                           | Notice no IA00017859 |                                                                                             | 49° 16′ 25″ N, 1° 43′ 58″ E             |              |
| Château fort                                                   | Château d'Harcourt                                                                 | Harcourt                                        | Classé MH (1862) · Notice no PA00099443 |                                                                                             | 49° 10′ 26″ N, 0° 47′ 11″ E             |              |
| Manoir, gentilhommière                                         | Manoir d'Harquency                                                                 | Harquency                                       | Notice no IA00017567 |                                                                                             |                                         |              |
| Manoir, gentilhommière                                         | Manoir de la Haule                                                                 | Aclou                                           | Classé MH (2020) · Notice no PA00099288 | XIVe et XVe siècles, logis et grange                                                        | 49° 10′ 14″ N, 0° 42′ 14″ E             |              |
| Manoir, gentilhommière                                         | Manoir de la Haute-Villette                                                        | Louviers                                        | | Ancien chemin de Saint-Pierre                                                               | 49° 13′ 13″ N, 1° 10′ 54″ E             |              |
|                                                                | Château de La Haye-le-Comte                                                        | La Haye-le-Comte                                | Notice no IA00019323 |                                                                                             | 49° 11′ 48″ N, 1° 08′ 42″ E             |              |
| Renaissance                                                    | Château d'Hellenvilliers                                                           | Grandvilliers                                   | Inscrit MH (1952) · Notice no PA00099449 | XVe et XVIe siècles, XVIIIe et XIXe siècles                                                 | 48° 48′ 19″ N, 1° 06′ 22″ E             |              |
| Château fort · Manoir, gentilhommière                          | Manoir-Ferme d'Hellenvilliers                                                      | Le Mesnil-Jourdain                              | Inscrit MH (1961) · Notice no PA00099487 · Notice no IA00019277                                                                                                   | Moyen Âge, XVIe et XVIIe siècles                                                            | 49° 10′ 38″ N, 1° 06′ 42″ E             |              |
| Manoir, gentilhommière                                         | Manoir de La Herpinière                                                            | Beaumontel                                      | Notice no IA00018770 |                                                                                             | 49° 05′ 10″ N, 0° 45′ 27″ E             |              |
| Manoir, gentilhommière                                         | Manoir de Heubécourt-Haricourt                                                     | Heubécourt-Haricourt                            | Notice no IA00017248 |                                                                                             |                                         |              |
| Classicisme, classique                                         | Château d'Heudicourt                                                               | Heudicourt                                      | Classé MH (1966) · Notice no PA00099452 · Notice no IA00016979 · Notice no IA27000560                                                                             |                                                                                             | 49° 20′ 10″ N, 1° 39′ 37″ E             |              |
| Classicisme, classique                                         | Château de Heuqueville                                                             | Heuqueville                                     | Notice no IA00017580 | Gîte                                                                                        | 49° 17′ 05″ N, 1° 20′ 19″ E             |              |
| Manoir, gentilhommière                                         | Manoir de Hideuse                                                                  | Lyons-la-Forêt                                  | Notice no IA00016916 |                                                                                             |                                         |              |
| Manoir, gentilhommière                                         | Manoir du Hom                                                                      | Beaumont-le-Roger                               | Inscrit MH (1989) · Notice no PA00099629 · Notice no IA00018757                                                                                                   |                                                                                             | 49° 04′ 03″ N, 0° 46′ 57″ E             |              |
| Néo-Renaissance                                                | Château d'Houetteville                                                             | Houetteville                                    | |                                                                                             | 49° 07′ 36″ N, 1° 06′ 27″ E             |              |
|                                                                | Château de Houlbec                                                                 | Les Monts du Roumois Houlbec-près-le-Gros-Theil | |                                                                                             | 49° 15′ 20″ N, 0° 49′ 49″ E             |              |
|                                                                | Château de la Houssaye                                                             | Barneville-sur-Seine                            | |                                                                                             | 49° 23′ 19″ N, 0° 51′ 16″ E             |              |
| Manoir, gentilhommière                                         | Manoir de la Houssaye                                                              | Brétigny                                        | |                                                                                             | 49° 13′ 00″ N, 0° 39′ 27″ E             |              |
| Manoir, gentilhommière                                         | Manoir de l'Huis                                                                   | Mézières-en-Vexin                               | Notice no IA00017261 |                                                                                             |                                         |              |
| Château fort                                                   | Château fort de l'île aux Bœufs                                                    | Notre-Dame-de-l'Isle                            | Notice no IA00017595 | Vestiges engloutis                                                                          |                                         |              |
| Ruine ou disparu                                               | Fort de l'île du Château                                                           | Les Andelys                                     | Notice no IA00017481 | Vestiges                                                                                    | 49° 14′ 38″ N, 1° 23′ 40″ E             |              |
|                                                                | Château d'Incarville                                                               | Incarville                                      | |                                                                                             | 49° 14′ 03″ N, 1° 10′ 33″ E             |              |
| Manoir, gentilhommière                                         | Manoir d'Ingremare                                                                 | Fontaine-Bellenger                              | Notice no IA00017709 |                                                                                             | 49° 10′ 22″ N, 1° 13′ 28″ E             |              |
| Château fort · Ruine ou disparu                                | Château d'Ivry-la-Bataille                                                         | Ivry-la-Bataille                                | Classé MH (1990) · Notice no PA00099460 | Xe et XIe siècles, XIIIe siècle                                                             | 48° 53′ 06″ N, 1° 27′ 25″ E             |              |
| Classicisme, classique                                         | Château de Jeufosse                                                                | Saint-Aubin-sur-Gaillon                         | Notice no IA00017729 |                                                                                             | 49° 08′ 55″ N, 1° 20′ 50″ E             |              |
| Manoir, gentilhommière                                         | Manoir de Lachy                                                                    | Beuzeville                                      | Site inscrit (1977) · Notice no IA00054723 |                                                                                             | 49° 19′ 59″ N, 0° 19′ 50″ E             |              |
| Manoir, gentilhommière                                         | Manoir de La Lande-Asseline                                                        | Lorleau                                         | Notice no IA00016897 |                                                                                             |                                         |              |
| Manoir, gentilhommière                                         | Manoir de La Lande                                                                 | Lyons-la-Forêt                                  | Notice no IA00016915 |                                                                                             |                                         |              |
| Renaissance                                                    | Château de Launay                                                                  | Saint-Georges-du-Vièvre                         | Classé MH (1964) · Inscrit MH (1991) · Notice no PA00099552 · Notice no IA00051109 · Notice no IA27000562                                                         | XVIe et XVIIe siècles, XVIIIe et XXe siècles                                                | 49° 14′ 19″ N, 0° 36′ 01″ E             |              |
| Manoir, gentilhommière                                         | Manoir de Léomesnil                                                                | Boisemont                                       | Notice no IA00017975 |                                                                                             |                                         |              |
| Manoir, gentilhommière · Ruine ou disparu                      | Manoir de La Reine Blanche                                                         | Léry                                            | Notice no IA00017975 |                                                                                             |                                         |              |
| Château fort · Ruine ou disparu                                | Fort de Limaie                                                                     | Igoville                                        | Notice no IA00017966 |                                                                                             | 49° 18′ 31″ N, 1° 09′ 29″ E             |              |
| Ruine ou disparu                                               | Château de Limeux                                                                  | Saint-Denis-du-Béhélan (Marbois)                | Site inscrit (1934) |                                                                                             | 48° 52′ 32″ N, 0° 56′ 13″ E             |              |
| Manoir, gentilhommière                                         | Château de Livet-sur-Authou                                                        | Livet-sur-Authou                                | |                                                                                             | 49° 13′ 58″ N, 0° 39′ 25″ E             |              |
|                                                                | Château de Lorleau                                                                 | Lorleau                                         | Notice no IA00016895 |                                                                                             |                                         |              |
| Manoir, gentilhommière                                         | Manoir du Logis                                                                    | Beauficel-en-Lyons                              | Notice no IA00016862 |                                                                                             | 49° 24′ 34″ N, 1° 32′ 01″ E             |              |
| Manoir, gentilhommière                                         | Manoir du Logis                                                                    | Bourgtheroulde-Infreville                       | | Résidence pour personnes âgées                                                              | 49° 18′ 00″ N, 0° 52′ 29″ E             |              |
|                                                                | Château du Logis                                                                   | Lisors                                          | Notice no IA00017022 |                                                                                             |                                         |              |
| Château fort · Ruine ou disparu                                | Château fort de Longchamps                                                         | Longchamps                                      | Notice no IA00017088 |                                                                                             | 49° 22′ 01″ N, 1° 37′ 45″ E             |              |
| Manoir, gentilhommière                                         | Manoir de Longuemare                                                               | Les Andelys                                     | Notice no IA00017461 |                                                                                             |                                         |              |
|                                                                | Château de Lorey                                                                   | Breuilpont                                      | |                                                                                             | 48° 57′ 10″ N, 1° 24′ 50″ E             |              |
|                                                                | Château de Louye                                                                   | Louye                                           | Inscrit MH (2000) · Notice no PA27000036 |                                                                                             | 48° 47′ 52″ N, 1° 18′ 59″ E             |              |
| Château fort · Motte castrale ou féodale · Ruine ou disparu    | Château de Lyons                                                                   | Lyons-la-Forêt                                  | Notice no IA00016912 |                                                                                             | 49° 23′ 57″ N, 1° 28′ 31″ E             |              |
|                                                                | Château de la Madeleine                                                            | Pressagny-l'Orgueilleux                         | Inscrit MH (2002) · Notice no PA27000048 · Notice no IA27000561                                                                                                   |                                                                                             | 49° 07′ 23″ N, 1° 27′ 19″ E             |              |
| Manoir, gentilhommière                                         | Manoir de Mancelles                                                                | Mesnil-en-Ouche Ajou                            | Notice no IA00019382 |                                                                                             |                                         |              |
| Manoir, gentilhommière                                         | Manoir du Manoir                                                                   | Lilly                                           | Notice no IA00016882 | (Château de Lilly)                                                                          |                                         |              |
| Manoir, gentilhommière                                         | Manoir du Manoir                                                                   | Mesnil-en-Ouche La Barre-en-Ouche               | Notice no IA00019404 |                                                                                             |                                         |              |
| Manoir, gentilhommière                                         | Manoir de Mantelle                                                                 | Les Andelys                                     | Notice no IA00017457 |                                                                                             | 49° 14′ 05″ N, 1° 26′ 23″ E             |              |
|                                                                | Château de Marbeuf                                                                 | Marbeuf                                         | |                                                                                             | 49° 09′ 27″ N, 0° 58′ 00″ E             |              |
| Manoir, gentilhommière                                         | Château de La Mare-aux-Cerfs                                                       | Bois-Jérôme-Saint-Ouen                          | Notice no IA00017123 |                                                                                             | 49° 06′ 15″ N, 1° 31′ 40″ E             |              |
| Manoir, gentilhommière                                         | Manoir de la Mare-aux-Seigneurs                                                    | Hennezis                                        | Notice no IA00017572 |                                                                                             |                                         |              |
|                                                                | Château de Martot                                                                  | Martot                                          | Notice no IA00017985 |                                                                                             | 49° 17′ 42″ N, 1° 04′ 01″ E             |              |
| Manoir, gentilhommière                                         | Manoir du Mascrier                                                                 | Bernay                                          | Notice no IA00018058 |                                                                                             | 49° 05′ 33″ N, 0° 34′ 54″ E             |              |
| Manoir, gentilhommière                                         | Manoir de Maurepas                                                                 | Bézu-la-Forêt                                   | Notice no IA00016869 |                                                                                             |                                         |              |
|                                                                | Château de Maupertuis                                                              | Lilly                                           | Notice no IA00016881 |                                                                                             |                                         |              |
|                                                                | Château de Melleville                                                              | Guichainville                                   | | Maison d'hôtes                                                                              | 49° 00′ 15″ N, 1° 10′ 07″ E             |              |
|                                                                | Château de Menneval                                                                | Menneval                                        | Notice no IA00018177 |                                                                                             | 49° 05′ 57″ N, 0° 38′ 07″ E             |              |
|                                                                | Château de La Mésangère                                                            | Les Monts du Roumois Bosguérard-de-Marcouville  | Site classé (1925) · Inscrit MH (2008) · Classé MH (2015) · Notice no PA27000074 · Notice no IA27000564                                                           |                                                                                             | 49° 16′ 44″ N, 0° 51′ 03″ E             |              |
| Manoir, gentilhommière                                         | Manoir du Mesnil                                                                   | Andé                                            | Notice no IA00019371 |                                                                                             |                                         |              |
| Manoir, gentilhommière                                         | Manoir du Mesnil                                                                   | Mesnil-en-Ouche La Barre-en-Ouche               | Notice no IA00019405 |                                                                                             |                                         |              |
| Manoir, gentilhommière                                         | Manoir du Mesnil                                                                   | Mesnil-Verclives                                | Notice no IA00016808 |                                                                                             |                                         |              |
| Manoir, gentilhommière                                         | Manoir du Mesnil                                                                   | Port-Mort                                       | Notice no IA00017596 |                                                                                             |                                         |              |
| Manoir, gentilhommière                                         | Manoir du Mesnil-Guilbert                                                          | Bézu-Saint-Éloi                                 | Notice no IA00017824 Notice no AP12R043744 |                                                                                             | 49° 18′ 36″ N, 1° 40′ 04″ E             |              |
|                                                                | Château du Mont-Criquet                                                            | Saint-Victor-d'Épine                            | |                                                                                             | 49° 12′ 56″ N, 0° 36′ 24″ E             |              |
|                                                                | Château du Mont-Poignant                                                           | Saint-Ouen-de-Pontcheuil                        | Site inscrit (1943) |                                                                                             | 49° 14′ 18″ N, 0° 57′ 06″ E             |              |
|                                                                | Château de Montaure                                                                | Montaure                                        | Inscrit MH (1990) · Notice no PA00099633 | Habitation privée - musée du cidre                                                          | 49° 08′ 07″ N, 1° 30′ 47″ E             |              |
| Château fort · Ruine ou disparu                                | Château de Montfort-sur-Risle                                                      | Montfort-sur-Risle                              | Inscrit MH (1937) · Notice no PA00099490 |                                                                                             | 49° 09′ 48″ N, 0° 24′ 15″ E             |              |
|                                                                | Château des Mortiers                                                               | Morainville-Jouveaux                            | Site inscrit (1933) · Notice no IA00050140 |                                                                                             | 49° 13′ 20″ N, 0° 26′ 53″ E             |              |
| Manoir, gentilhommière                                         | Manoir de la Motte                                                                 | Asnières                                        | Notice no IA00050090 |                                                                                             | 49° 13′ 30″ N, 0° 24′ 34″ E             |              |
|                                                                | Château de la Motte                                                                | Montfort-sur-Risle                              | Notice no IA00019593 | Gîte                                                                                        | 49° 17′ 57″ N, 0° 39′ 31″ E             |              |
| Manoir, gentilhommière                                         | Manoir du Mouchel 1                                                                | Vascœuil                                        | Notice no IA00017056 |                                                                                             |                                         |              |
| Manoir, gentilhommière                                         | Manoir du Mouchel 2                                                                | Vascœuil                                        | Notice no IA00017057 |                                                                                             |                                         |              |
|                                                                | Château de Muids                                                                   | Muids                                           | Notice no IA00017582 |                                                                                             |                                         |              |
| Motte castrale ou féodale                                      | Fort du Muret                                                                      | Les Andelys                                     | Notice no IA00017497 | (Motte de Cléry)                                                                            | 49° 13′ 21″ N, 1° 24′ 55″ E             |              |
| Classicisme, classique                                         | Château de Mussegros                                                               | Écouis                                          | Notice no IA00016833 | XVIIe et XVIIIe siècles                                                                     | 49° 18′ 01″ N, 1° 27′ 13″ E             |              |
| Classicisme, classique · Ruine ou disparu                      | Château de Nagel                                                                   | Nagel-Séez-Mesnil                               | |                                                                                             | 48° 55′ 03″ N, 0° 57′ 07″ E             |              |
| Château fort · Ruine ou disparu                                | Château-Neuf                                                                       | Port-Mort                                       | Site inscrit (1938) · Notice no IA00017601 |                                                                                             | 49° 10′ 24″ N, 1° 23′ 18″ E             |              |
| Château fort · Ruine ou disparu                                | Château fort de Neuilly                                                            | Beuzeville                                      | Notice no IA00054733 | Site inscrit (1977) · Subsiste le toponyme associé au moulin et une chapelle (?)            | 49° 20′ 55″ N, 0° 19′ 08″ E             |              |
| Manoir, gentilhommière                                         | Manoir de Noyers                                                                   | Les Andelys                                     | Notice no IA00017464 |                                                                                             |                                         |              |
|                                                                | Château d'Osmoy                                                                    | Champigny-la-Futelaye                           | |                                                                                             | 48° 51′ 53″ N, 1° 16′ 24″ E             |              |
| Manoir, gentilhommière                                         | Manoir de Paix                                                                     | Les Andelys                                     | Notice no IA00017462 |                                                                                             |                                         |              |
| Manoir, gentilhommière                                         | Manoir de Panilleuse                                                               | Vexin-sur-Epte Panilleuse                       | Notice no IA00017271 |                                                                                             |                                         |              |
| Manoir, gentilhommière                                         | Manoir du Pâtis                                                                    | Amécourt                                        | Notice no IA00017804 |                                                                                             | 49° 22′ 49″ N, 1° 43′ 53″ E             |              |
| Manoir, gentilhommière                                         | Manoir Pavillon                                                                    | Amfreville-les-Champs                           | Notice no IA00016841 |                                                                                             | 49° 18′ 25″ N, 1° 19′ 25″ E             |              |
| Manoir, gentilhommière                                         | Manoir des Perruzeaux                                                              | Bacqueville                                     | Notice no IA00017317 |                                                                                             | 49° 19′ 08″ N, 1° 21′ 19″ E             |              |
| Néo-classique                                                  | Château de Petiteville                                                             | Gournay-le-Guérin                               | | XIXe siècle                                                                                 | 48° 43′ 49″ N, 0° 46′ 21″ E             |              |
| Manoir, gentilhommière                                         | Manoir de Pierrelaye                                                               | Beaumontel                                      | Notice no IA00018777 |                                                                                             | 49° 05′ 41″ N, 0° 49′ 00″ E             |              |
| Manoir, gentilhommière                                         | Manoir de la Pilette                                                               | Bernay                                          | Notice no IA00018059 |                                                                                             | 49° 05′ 47″ N, 0° 33′ 36″ E             |              |
| Classicisme, classique                                         | Château de Pinterville                                                             | Pinterville                                     | Inscrit MH (2015) · Notice no PA27000087 · Notice no IA00019268                                                                                                   |                                                                                             | 49° 11′ 16″ N, 1° 10′ 33″ E             |              |
| Manoir, gentilhommière                                         | Manoir des Planches                                                                | Acquigny                                        | Notice no IA00019342 |                                                                                             | 49° 09′ 15″ N, 1° 10′ 36″ E             |              |
| Manoir, gentilhommière                                         | Manoir de La Plardière                                                             | Beaumontel                                      | Notice no IA00018776 |                                                                                             | 49° 05′ 49″ N, 0° 44′ 42″ E             |              |
|                                                                | Petit château de Plasnes                                                           | Plasnes                                         | Inscrit MH (1996) · Notice no PA27000015 · Notice no IA00018202                                                                                                   |                                                                                             | 49° 07′ 59″ N, 0° 36′ 49″ E             |              |
| Manoir, gentilhommière                                         | Manoir du Plessis                                                                  | Touffreville                                    | Notice no IA00016859 |                                                                                             |                                         |              |
|                                                                | Château du Plessis-Bouquelon                                                       | Bouquelon                                       | Inscrit MH (2005) · Classé MH (2011) · Notice no PA27000063 · Notice no IA00018915                                                                                |                                                                                             | 49° 23′ 07″ N, 0° 29′ 32″ E             |              |
| Manoir, gentilhommière                                         | Manoir du Plix-Aubin                                                               | Vexin-sur-Epte Écos                             | Notice no IA00017185 |                                                                                             | 49° 09′ 18″ N, 1° 36′ 38″ E             |              |
| Manoir, gentilhommière                                         | Manoir de La Pommeraye                                                             | Berville-sur-Mer                                | Notice no IA00054716 | Habitation privée                                                                           | 49° 25′ 27″ N, 0° 20′ 18″ E             |              |
| Château fort · Renaissance                                     | Château de Pont-Saint-Pierre (Château de Logempré) (Château fort de la Malemaison) | Pont-Saint-Pierre                               | Notice no IA00017401 Notice no IA00016793 Notice no IA27000563 | XIIe et XIVe siècles, XVe et XIXe siècles                                                   | 49° 20′ 02″ N, 1° 17′ 06″ E             |              |
|                                                                | Château de Port-Mort                                                               | Port-Mort                                       | Notice no IA00017599 |                                                                                             | 49° 10′ 19″ N, 1° 23′ 54″ E             |              |
| Manoir, gentilhommière                                         | Manoir de Porte-Joie                                                               | Porte-Joie                                      | Notice no IA00018015 | Événementiel                                                                                | 49° 15′ 31″ N, 1° 15′ 32″ E             |              |
| Manoir, gentilhommière                                         | Manoir de la Poterie                                                               | Bacqueville                                     | Notice no IA00017316 |                                                                                             | 49° 19′ 00″ N, 1° 20′ 51″ E             |              |
| Manoir, gentilhommière                                         | Manoir du Prieuré                                                                  | Mesnil-Verclives                                | Notice no IA00016806 | XIVe et XIXe siècles                                                                        |                                         |              |
| Manoir, gentilhommière                                         | Manoir de La Queue-d'Haye                                                          | Heubécourt-Haricourt                            | Notice no IA00017252 |                                                                                             |                                         |              |
|                                                                | Château de Radepont                                                                | Radepont                                        | Notice no IA00016826 |                                                                                             | 49° 21′ 12″ N, 1° 19′ 25″ E             |              |
| Manoir, gentilhommière                                         | Manoir de Radeval                                                                  | Les Andelys                                     | Notice no IA00017483 | (Manoir La Grande Maison) démonté et transformé en Angleterre                               | 49° 14′ 59″ N, 1° 27′ 43″ E             |              |
| Manoir, gentilhommière                                         | Château de la Rapée                                                                | Bazincourt-sur-Epte                             | | XIXe siècle, hôtel restaurant                                                               | 49° 19′ 06″ N, 1° 44′ 51″ E             |              |
| Manoir, gentilhommière                                         | Manoir de Rebais                                                                   | Les Bottereaux                                  | |                                                                                             | 48° 52′ 31″ N, 0° 39′ 21″ E             |              |
|                                                                | Château de Requiécourt                                                             | Vexin-sur-Epte Cahaignes                        | Notice no IA00017145 | Accès par la RD 6014                                                                        | 49° 13′ 47″ N, 1° 36′ 41″ E             |              |
| Manoir, gentilhommière                                         | Manoir de La Rivière                                                               | Bailleul-la-Vallée                              | Notice no IA00050097 |                                                                                             | 49° 11′ 23″ N, 0° 25′ 48″ E             |              |
| Manoir, gentilhommière                                         | Manoir de La Rivière                                                               | Les Andelys                                     | Notice no IA00017499 |                                                                                             | 49° 14′ 46″ N, 1° 26′ 50″ E             |              |
|                                                                | Château du Rocher                                                                  | Saint-Just                                      | Notice no IA27000188 | démembrement en 1829 du château de Saint-Just                                               | 49° 06′ 39″ N, 1° 25′ 53″ E             |              |
| Manoir, gentilhommière                                         | Manoir de Roncherolles                                                             | Cuverville                                      | Notice no IA00017532 |                                                                                             | 49° 16′ 58″ N, 1° 21′ 29″ E             |              |
| Manoir, gentilhommière                                         | Manoir de La Roque                                                                 | Bézu-la-Forêt                                   | Notice no IA00016871 |                                                                                             |                                         |              |
| Manoir, gentilhommière                                         | Manoir de La Roque                                                                 | Le Val d'Hazey Aubevoye                         | |                                                                                             | 49° 10′ 00″ N, 1° 19′ 47″ E             |              |
| Classicisme, classique                                         | Château de Rosay-sur-Lieure                                                        | Rosay-sur-Lieure                                | Inscrit MH (1938) · Notice no PA00099536 |                                                                                             | 49° 22′ 27″ N, 1° 26′ 24″ E             |              |
|                                                                | Château des Rotoirs                                                                | Saint-Aubin-sur-Gaillon                         | Notice no IA00017722 |                                                                                             | 49° 07′ 49″ N, 1° 20′ 41″ E             |              |
| Classicisme, classique                                         | Château de Rouville                                                                | Alizay                                          | Notice no IA00017934 | propriété du département de l'Eure                                                          | 49° 18′ 54″ N, 1° 10′ 48″ E             |              |
|                                                                | Château des Rufflets                                                               | Harcourt                                        | |                                                                                             | 49° 10′ 10″ N, 0° 47′ 06″ E             |              |
| Manoir, gentilhommière                                         | Manoir de Saint-Aubin                                                              | Mesnil-en-Ouche Ajou                            | Notice no IA00019392 |                                                                                             | 48° 58′ 17″ N, 0° 45′ 35″ E             |              |
| Classicisme, classique                                         | Château de Saint-Aubin-d'Écrosville                                                | Saint-Aubin-d'Écrosville                        | Inscrit MH (2001) · Classé MH (2004, 2005) · Notice no PA00099542 · Notice no IA27000566                                                                          | XVIIe et XVIIIe siècles, XIXe et XXe siècles                                                | 49° 08′ 27″ N, 1° 00′ 29″ E             |              |
| Manoir, gentilhommière                                         | Manoir de Saint-Crespin                                                            | Lorleau                                         | Notice no IA00016892 |                                                                                             | 49° 26′ 12″ N, 1° 31′ 25″ E             |              |
| Motte castrale ou féodale                                      | Château de Saint-Christophe-sur-Avre                                               | Saint-Christophe-sur-Avre                       | |                                                                                             | 48° 42′ 05″ N, 0° 48′ 47″ E             |              |
| Néo-classique                                                  | Château de Saint-Gervais                                                           | Asnières                                        | Notice no IA00050087 |                                                                                             | 49° 07′ 20″ N, 0° 14′ 29″ E             |              |
| Éclectisme                                                     | Château Saint-Hilaire                                                              | Louviers                                        | Inscrit MH (2002) · Notice no PA27000050 |                                                                                             | 49° 12′ 10″ N, 1° 10′ 15″ E             |              |
| Château fort · Ruine ou disparu                                | Château fort Saint-Jean                                                            | Beaumont-le-Roger                               | Notice no IA00018745 |                                                                                             |                                         |              |
| Manoir, gentilhommière                                         | Manoir de Saint-Jean-de-Frenelles                                                  | Boisemont                                       | Notice no IA00017512 |                                                                                             |                                         |              |
| Renaissance                                                    | Château de Saint-Just                                                              | Saint-Just                                      | Inscrit MH (1995) · Classé MH (1997) · Notice no PA00135538 · Notice no IA27000121 · Notice no IA27000568 · Jardin remarquable · Notice no JAR0000251             | XVIe et XVIIe siècles, XVIIIe et XIXe siècles, tourisme d'affaire                           | 49° 06′ 39″ N, 1° 25′ 53″ E             |              |
|                                                                | Château de Saint-Léger                                                             | Le Plessis-Sainte-Opportune                     | Inscrit MH (1976) · Notice no PA00099512 | Chambres d'hôtes                                                                            | 49° 06′ 31″ N, 0° 38′ 41″ E             |              |
| Néo-classique                                                  | Château de Saint-Léger-de-Rôtes                                                    | Saint-Léger-de-Rôtes                            | Notice no IA00018238 |                                                                                             | 49° 06′ 31″ N, 0° 38′ 41″ E             |              |
|                                                                | Château de Saint-Maclou                                                            | Saint-Maclou                                    | Inscrit MH (1977) · Notice no PA00099555 · Notice no IA00054648 · Notice no IA27000569                                                                            |                                                                                             | 49° 21′ 39″ N, 0° 24′ 42″ E             |              |
|                                                                | Château Saint-Martin                                                               | Étrépagny                                       | Notice no IA00016957 |                                                                                             | 49° 19′ 01″ N, 1° 36′ 50″ E             |              |
| Manoir, gentilhommière                                         | Manoir de Saint-Ouen                                                               | Daubeuf-près-Vatteville                         | Notice no IA00017542 |                                                                                             |                                         |              |
|                                                                | Château de Saint-Paul                                                              | Hauville                                        | Notice no IA00018593 |                                                                                             | 49° 24′ 39″ N, 0° 45′ 33″ E             |              |
| Manoir, gentilhommière                                         | Manoir de Salverte                                                                 | Heubécourt-Haricourt                            | Inscrit MH (1927) · Notice no PA00099450 |                                                                                             | 49° 08′ 11″ N, 1° 33′ 37″ E             |              |
|                                                                | Château de la Sapaie                                                               | Mesnil-en-Ouche La Barre-en-Ouche               | Notice no IA00019407 |                                                                                             |                                         |              |
| Château fort · Ruine ou disparu                                | Château fort du Saussard (Motte de Thierceville)                                   | Bazincourt-sur-Epte                             | Notice no IA00017809 | Moyen Âge                                                                                   | 49° 21′ 17″ N, 1° 45′ 20″ E             |              |
| Classicisme, classique · Style Louis XIII                      | Château du Saussard                                                                | Bazincourt-sur-Epte                             | |                                                                                             | 49° 21′ 10″ N, 1° 45′ 33″ E             |              |
| Manoir, gentilhommière                                         | Manoir de Senancourt                                                               | Vexin-sur-Epte Cahaignes                        | Notice no IA00017147 |                                                                                             | 49° 12′ 52″ N, 1° 36′ 26″ E             |              |
| Manoir, gentilhommière                                         | Manoir de Senneville                                                               | Amfreville-sous-les-Monts                       | Inscrit MH (1975) · Classé MH (1975) · Notice no PA00099303 · Notice no IA00017306                                                                                |                                                                                             | 49° 17′ 38″ N, 1° 16′ 49″ E             |              |
| Manoir, gentilhommière                                         | Manoir de Surcy                                                                    | Mézières-en-Vexin                               | Inscrit MH (1999, 1999) · Notice no PA27000034 |                                                                                             |                                         |              |
|                                                                | Château du Theil                                                                   | Valailles                                       | Notice no IA00018270 |                                                                                             | 49° 07′ 24″ N, 0° 37′ 07″ E             |              |
| Néo-classique                                                  | Château de Thierceville                                                            | Bazincourt-sur-Epte                             | Notice no IA00017812 | XIXe siècle, centre de vacances de Bobigny                                                  | 49° 19′ 58″ N, 1° 45′ 49″ E             |              |
| Manoir, gentilhommière                                         | Manoir de Thierceville                                                             | Bazincourt-sur-Epte                             | Notice no IA00017811 | XVIe et XVIIIe siècles, Le Vieux Château                                                    | 49° 20′ 04″ N, 1° 45′ 56″ E             |              |
| Manoir, gentilhommière                                         | Château de la Thillaye                                                             | Saint-Christophe-sur-Condé                      | |                                                                                             | 49° 17′ 50″ N, 0° 34′ 59″ E             |              |
| Classicisme, classique                                         | Château du Thuit                                                                   | Les Monts du Roumois Berville-en-Roumois        | Notice no IA00018371 |                                                                                             | 49° 17′ 21″ N, 0° 49′ 46″ E             |              |
| Classicisme, classique                                         | Château du Thuit                                                                   | Le Thuit                                        | Notice no IA00017616 |                                                                                             | 49° 15′ 24″ N, 1° 21′ 42″ E             |              |
| Manoir, gentilhommière                                         | Manoir du Thuit                                                                    | Port-Mort                                       | Notice no IA00017597 |                                                                                             | 49° 10′ 17″ N, 1° 25′ 49″ E             |              |
|                                                                | Château de Tillières-sur-Avre                                                      | Tillières-sur-Avre                              | Inscrit MH (2014) · Notice no PA27000085 |                                                                                             | 48° 45′ 27″ N, 1° 03′ 12″ E             |              |
|                                                                | Château de Tilly                                                                   | Boissey-le-Châtel                               | Inscrit MH (1932, 2007) · Notice no PA00099348 · Notice no IA00018381                                                                                             | Habitation privée, réceptions, séminaires                                                   | 49° 16′ 28″ N, 0° 47′ 11″ E             |              |
|                                                                | Château de Tosny                                                                   | Tosny                                           | Notice no IA00017759 |                                                                                             | 49° 13′ 01″ N, 1° 22′ 12″ E             |              |
| Château fort · Ruine ou disparu                                | Tour de la Reine Blanche                                                           | Bézu-Saint-Éloi                                 | Notice no IA00017822 |                                                                                             | 49° 16′ 53″ N, 1° 43′ 14″ E             |              |
|                                                                | Château des Tourelles                                                              | Vernon                                          | Classé MH (1945) · Notice no PA00099618 · Notice no IA27000292 |                                                                                             | 49° 05′ 53″ N, 1° 29′ 19″ E             |              |
|                                                                | Château de Tournebut                                                               | Le Val d'Hazey Aubevoye                         | Notice no IA00017670 | Siège de l'organe délibérant de la CCEMS                                                    | 49° 11′ 00″ N, 1° 19′ 48″ E             |              |
| Hôtel particulier                                              | Château de Tourny                                                                  | Vexin-sur-Epte Tourny                           | Notice no IA00017295 |                                                                                             | 49° 11′ 10″ N, 1° 32′ 47″ E             |              |
| Manoir, gentilhommière                                         | Manoir de Travailles                                                               | Harquency                                       | Notice no IA00017561 |                                                                                             |                                         |              |
| Manoir, gentilhommière                                         | Manoir de Trianel                                                                  | Perriers-sur-Andelle                            | Inscrit MH (1964) · Notice no PA00099507 |                                                                                             |                                         |              |
|                                                                | Château de La Tuilerie                                                             | Cauverville-en-Roumois                          | Inscrit MH (2011) · Notice no PA27000018 · Notice no IA00018568                                                                                                   |                                                                                             | 49° 21′ 53″ N, 0° 38′ 36″ E             |              |
| Manoir, gentilhommière                                         | Manoir des Ursulines                                                               | Bazincourt-sur-Epte                             | Notice no IA00017810 | XVIIe siècle                                                                                | 49° 18′ 41″ N, 1° 45′ 07″ E             |              |
| Classicisme, classique                                         | Château de la Vacherie                                                             | Barquet                                         | Inscrit MH (1931) · Notice no PA00099317 · Notice no IA00018739                                                                                                   |                                                                                             | 49° 02′ 18″ N, 0° 49′ 48″ E             |              |
| Classicisme, classique                                         | Château du Val-d'Ailly                                                             | Venables                                        | Limitrophe de Fontaine-Bellenger |                                                                                             | 49° 11′ 00″ N, 1° 16′ 12″ E             |              |
| Manoir, gentilhommière                                         | Manoir de Val-Boncœur                                                              | Beaumont-le-Roger                               | Notice no IA00018754 |                                                                                             | 49° 02′ 31″ N, 0° 44′ 29″ E             |              |
| Manoir, gentilhommière                                         | Manoir de Valcorbon                                                                | Vexin-sur-Epte Écos                             | Notice no IA00017182 |                                                                                             | 49° 08′ 15″ N, 1° 35′ 55″ E             |              |
|                                                                | Château de la Vallée                                                               | Plasnes                                         | Notice no IA00018201 |                                                                                             | 49° 08′ 27″ N, 0° 37′ 32″ E             |              |
|                                                                | Château du Valtier                                                                 | Hondouville                                     | Notice no IA00019307 |                                                                                             |                                         |              |
| Classicisme, classique                                         | Château de Vandrimare 1                                                            | Vandrimare (Le Fayel)                           | Notice no IA00016848 |                                                                                             | 49° 23′ 29″ N, 1° 20′ 57″ E             |              |
| Classicisme, classique                                         | Château de Vandrimare 2                                                            | Vandrimare (En village)                         | Notice no IA00016849 · Notice no IA27000570 · Jardin remarquable · Notice no JAR0000252                                                                           |                                                                                             | 49° 22′ 44″ N, 1° 20′ 35″ E             |              |
| Manoir, gentilhommière                                         | Château de Vascœuil                                                                | Vascœuil                                        | Inscrit MH (1985, 1991) · Notice no PA00099595 · Maisons des Illustres (2012) · Notice no MI061                                                                   | XVe et XVIIe siècles, musée Jules Michelet                                                  | 49° 26′ 48″ N, 1° 22′ 44″ E             |              |
| Manoir, gentilhommière                                         | Manoir de Vatteville                                                               | Vatteville                                      | Notice no IA00017619 |                                                                                             |                                         |              |
|                                                                | Château de Verclives                                                               | Mesnil-Verclives                                | Inscrit MH (1986) · Notice no PA00099488 · Notice no IA00016809                                                                                                   |                                                                                             | 49° 19′ 09″ N, 1° 28′ 07″ E             |              |
| Manoir, gentilhommière                                         | Château de Verneusses                                                              | Verneusses                                      | |                                                                                             | 48° 54′ 06″ N, 0° 27′ 06″ E             |              |
| Château fort · Ruine ou disparu                                | Château de Verneuil-sur-Avre (Tour Grise)                                          | Verneuil-sur-Avre                               | Classé MH (2016) · Notice no PA00099613 | Moyen Âge                                                                                   | 48° 44′ 08″ N, 0° 55′ 50″ E             |              |
| Manoir, gentilhommière                                         | Manoir de Vézillon                                                                 | Vézillon                                        | Notice no IA00017625 |                                                                                             |                                         |              |
| Manoir, gentilhommière                                         | Manoir de Vieilles                                                                 | Beaumont-le-Roger                               | Notice no IA00018756 |                                                                                             | 49° 04′ 43″ N, 0° 46′ 16″ E             |              |
|                                                                | Le Vieux-Château                                                                   | Le Neubourg                                     | Classé MH (2020) · Notice no PA27000045 | Aménagements d'ensemble et travaux de mise en conformité à mener avant ouverture au public. | 49° 08′ 54″ N, 0° 53′ 59″ E             |              |
| Manoir, gentilhommière · Ruine ou disparu                      | Manoir du Vieux-Montfort                                                           | Appeville-Annebault                             | Notice no IA00019608 |                                                                                             | 49° 18′ 37″ N, 0° 39′ 20″ E             |              |
| Motte castrale ou féodale · Ruine ou disparu                   | Château du Vieux-Montfort                                                          | Appeville-Annebault                             | Notice no | Suivant fléchage 49° 18′ 11″ N, 0° 39′ 30″ E                                                | 49° 18′ 58″ N, 0° 39′ 48″ E             |              |
| Ruine ou disparu                                               | Château de Villers                                                                 | Les Andelys                                     | Notice no IA00017468 | Vestiges                                                                                    | 49° 14′ 12″ N, 1° 27′ 14″ E             |              |
| Manoir, gentilhommière                                         | Manoir de Villers 1                                                                | Les Andelys                                     | Notice no IA00017470 | rue du Galardon                                                                             | 49° 14′ 12″ N, 1° 27′ 26″ E             |              |
| Manoir, gentilhommière                                         | Manoir de Villers 2                                                                | Les Andelys                                     | Notice no IA00017469 | rue du Galardon                                                                             | 49° 14′ 11″ N, 1° 27′ 20″ E             |              |
| Classicisme, classique                                         | Château de Vatimesnil                                                              | Sainte-Marie-de-Vatimesnil                      | Notice no IA00016991 |                                                                                             | 49° 16′ 37″ N, 1° 35′ 11″ E             |              |
|                                                                | Château du Vieux-Rouen                                                             | Saint-Pierre-du-Vauvray                         | |                                                                                             | 49° 13′ 11″ N, 1° 13′ 04″ E             |              |
|                                                                | Manoir de la Houlette                                                              | Saint-Pierre-du-Vauvray                         | |                                                                                             | 49° 13′ 07″ N, 1° 13′ 01″ E             |              |